# Drepanosticta monoceros
Drepanosticta monoceros är en trollsländeart som beskrevs av Maurits Anne Lieftinck 1965. Drepanosticta monoceros ingår i släktet Drepanosticta och familjen Platystictidae. Inga underarter finns listade i Catalogue of Life.